# Željko Ražnatović
Željko Ražnatović, bolje znan kot »Arkan« (srbsko Жељко Ражнатовић — Аркан), srbski paravojaški vojskovodja, poslovnež, politik in kriminalec, * 17. april 1952, Brežice, SRS, FLRJ, † 15. januar 2000, Beograd, Zvezna republika Jugoslavija.

## Življenjepis
Rodil se je v Brežicah v črnogorski družini. Njegov oče je bil polkovnik Veljko Ražnatović, ki je služboval kot častnik Jugoslovanskega vojnega letalstva v Sloveniji in je bil ugleden partizan. Tudi njegova mati, Slavka Josifović, je bila partizanka. Oče je bil po tridesetletih letih služenja odpuščen iz JLA, ker je nasprotoval Titovemu ukazu, da lahko bivši piloti Neodvisne države Hrvaške letijo sami (predhodno so lahko leteli le v paru s preverjenim komunistom). Zaradi tega se je družina preselila v Beograd, kjer je Veljko za kratek čas postal minister za promet in zveze, nakar je bil upokojen.
Zaradi očetovega vedenja je družina kmalu razpadla, Željko pa se je pričel upirati. Tako je bil večkrat pretepen, večkrat je pobegnil od doma in nazadnje je bil poslan v poboljševalnico.
Vedno bolj je pričel delovati v kriminalnem podzemlju, a so ga vedno rešila očetova poznanstva. Ta mu je priskrbel službo varnostnika Staneta Dolanca. Kljub temu je leta 1972 pobegnil v tujino, kjer je nadaljeval svojo kariero kot ropar in morilec; deloval je predvsem na področju Belgije, Nizozemske, Švedske, Nemčije, Avstrije, Švice in Italije. Leta 1974 so ga zaprli v Belgiji, a je pobegnil čez tri leta; leta 1979 so ga aretirali na Nizozemskem, a jim je čez dve leti ponovno ušel. Zaradi vsega tega se je znašel tudi na Interpolovem seznamu desetih najbolj iskanih kriminalcev.
Leta 1973 je pričel delovati kot uslužbenec Udbe za likvidiranje jugoslovanske politične emigracije in teroristov.

### Zasebno življenje
Arkan je bil dvakrat poročen, nazadnje z znano srbsko pevko Svetlano Ražnatović - Ceco. Imel naj bi tudi več otrok.
 Umrl je v atentatu nanj v Beograjskem hotelu Intercontinental.

## Obtožnica ICTY
Meseca marca 1999 je tožilec Mednarodnega sodišča za vojne zločine na območju nekdanje Jugoslavije (angl. ICTY) objavil obtožnico proti Željku Ražnatoviću (Arkanu), čeprav je ta obtožnica postala javna šele po Arkanovem umoru. 
Po obtožnici je bil Arkan kriv za 24 obtožb zločinov proti človeštvu (člen 5 statuta ICTY), grobih kršitev Ženevske konvencije (člen 2 statuta ICTY) in kršenje vojnih zakonov (člen 3 statuta ICTY) za naslednja dejanja:
- prisilno pridržanje približno trideset muslimanskih bošnjaških moških, na neustrezno prezračevanem prostoru v velikosti približno pet kvadratnih metrov.
- prevoz dvanajst nesrbskih mož iz mesta Sanski Most na odmaknjeno lokacijo v vasi Trnova in njihovo streljanje, pri čemer je bilo ubitih enajst moških in kritično ranjen dvanajsti.
- prevoz približno sedeminšestdeset bošnjaških muslimanov iz Sanskem Mostu, naselij Sehovci in Pobrijeze na osamljenem mesto v naselje Sasina in njihovo streljanje, pri čemer je bilo ubitih petinšestdeset in ranjena dva preživela.
- prisilno pridržanje približno petintrideset muslimanskih bosanskih mož na neustrezno prezračevanem prostoru v velikosti okoli pet kvadratnih metrov, odrekanje dostopa do hrane in vode, kar ima za posledico smrt dveh moških.

Obtožnica navaja tudi, da je bil Arkan posamično odgovoren za zločine, očitana mu v tej obtožnici, v skladu s čl. 7 in 1 Statuta ICTY, prav tako pa kot vodja tudi alternativno kazensko odgovoren za dejanja svojih podrejenih, v skladu s čl. 7 in 3. statuta ICTY, saj je imel ves čas popolno pooblastilo za usmerjanje in nadzor vseh dejavnosti članov njegove paravojaške enote.